# Воздушно-десантный батальон (Сальвадор)
Воздушно-десантный батальон командования специальных операций Сальвадора (исп. Batallón de Paracaidistas) - единственное парашютно-десантное подразделение вооружённых сил Сальвадора.

## История
В январе 1963 года 17 военнослужащих сальвадорской армии (капитан José Eduardo Iraheta Castellon, пять лейтенантов и 11 сержантов) были отправлены в США для прохождения курса парашютно-десантной подготовки. После медицинского обследования, сдачи нормативов по общефизической подготовке и восьми недель обучения английскому языку на базе ВВС США "Lackland" в штате Техас они были направлены в школу парашютно-десантной подготовки в Форт-Беннинг.
В середине апреля 1963 года они завершили курс подготовки парашютистов (в ходе которого каждый из них выполнил пять дневных прыжков из самолёта С-119) и были отправлены в зону Панамского канала, где пять сержантов были обучены в качестве укладчиков парашютов. Остальные 12 офицеров и сержантов в это же время под руководством восьми инструкторов из 8-й группы сил специального назначения США прошли сокращённый до пяти недель курс обучения на "рейнджеров" (во время подготовки 11 из них совершили один ночной прыжок с самолёта C-46). 14 июня 1963 года их подготовка была завершена.
В июле 1963 года в составе военно-воздушных сил Сальвадора было создано парашютно-десантное подразделение: 1-я воздушно-десантная рота, численность которой изначально составляла 126 человек, но в 1965 году была увеличена до 165 человек.
После пограничного конфликта с Гондурасом в июле 1969 года началось увеличение численности войск страны. В 1974 году подразделение было переформировано в парашютно-десантный батальон из двух рот (фактически представлявший собой легкопехотный батальон быстрого реагирования).
После начала гражданской войны в 1980 году на вооружение батальона начало поступать оружие и снаряжение, полученное по программе военной помощи из США. США передали на вооружение батальона партию 7,62-мм винтовок HK G3A4, пулемёты М-60, гранатомёты М79, M203 и M72 LAW, а также рации AN/PRC-77 и другое военное имущество.
К батальону был прикомандирован американский военный советник - мастер-сержант сил специального назначения США.
27 января 1982 года диверсанты ФНОФМ проникли на авиабазу Илопанго и взорвали несколько единиц авиатехники. После этого охрана базы была усилена - часть военнослужащих воздушно-десантного батальона была выделена для охраны периметра авиабазы (и в подчинение десантников были переданы две пехотные роты подразделения охраны объектов ВВС, ранее обеспечивавшие охрану базы).
В феврале 1982 года бывший солдат парашютно-десантного батальона Карлос Лопес (ставший перебежчиком и покинувший страну после того, как солдаты правительственной армии в ходе одной из операций убили его отца, мать, старшего брата и сестру), рассказал на пресс-конференции в Мексике, что на специальных тренировках по рукопашному бою и методам допроса с применением пыток, проходивших на базе ВВС Илопанго, военнослужащие батальона отрабатывали удары и приёмы на арестованных, и на его глазах были убиты 17-летний юноша и 13-летняя девочка-подросток. Он также сообщил, что на тренировках батальона присутствовали военные советники США.
В августе 1982 года десантный батальон использовался в качестве аэромобильного батальона быстрого реагирования (подразделения перебрасывали на вертолётах UH-1 на усиление пехотных частей). В это время на вооружении батальона уже находились американские 57-мм безоткатные орудия М-18 и пулемёты М-60, однако в качестве стрелкового оружия по-прежнему использовались немецкие автоматы G-3 (но вскоре они были заменены на 5,56-мм автоматы М-16А1).
В 1983 году численность батальона была увеличена до четырёх рот.
В апреле 1983 года группа военных советников армии США завершила обучение военнослужащих десантного батальона, и 23-24 апреля 1983 года батальон провёл операцию по поиску партизан на территории департамента Кускатлан (это была первая боевая операция, которую батальон проводил в полном составе). Для оценки уровня боеспособности подразделения, в 1-й роте батальона находились четыре военных инструктора США (John Early, Ralph Edens, Peder Lund и Alex McColl). Кроме того, 1-я рота батальона была довооружена двумя 90-мм безоткатными орудиями. В ходе этой операции при прочёсывании участка джунглей были обнаружены и убиты два партизана ФНОФМ, у которых забрали два автомата М-16.
В 1984 году в качестве корреспондента журнала "Soldier of Fortune" в страну прибыл ветеран вьетнамской войны, гражданин США Harry Claflin, который начал обучать военнослужащих воздушно-десантного батальона и отряды специальных операций GOE. Он не входил в число официально разрешенных конгрессом США военных советников США в Сальвадоре, но действовал с их ведома. За время пребывания в стране он подготовил четыре группы GOE, а также обучал сержантов воздушно-десантного батальона на авианаводчиков. После того, как в ноябре 1986 года журнал "Newsweek" опубликовал в качестве иллюстрации фотоснимок, на котором он находился, он был вынужден досрочно прекратить обучение сальвадорских военнослужащих и покинуть страну.
После окончания гражданской войны, в 1992-1994 годы численность вооружённых сил страны и их финансирование были сокращены. В 1992 году была создана "группа специальных операций" (Grupo de Fuerzas Especiales), в состав которой включили воздушно-десантный батальон и другие подразделения специального назначения. В 1994 году "группа специальных операций" была реорганизована и переименована в "командование специальных операций" (Comando de Fuerzas Especiales).
Позднее батальон был перевооружён. В начале 2000-х годов ранее находившиеся на вооружении автоматы М-16А1 заменили на бельгийские автоматы FN FNC. В конце 2000-х годов батальон довооружили американскими автоматами M4.
22 октября 2019 года при взлёте из столичного аэропорта выкатился за пределы взлётно-посадочной полосы, попал стойкой шасси в канаву и получил повреждения транспортный самолёт Basler BT-67 военно-воздушных сил Сальвадора (бортовой номер FAS 116), на борту которого находились 7 человек (экипаж самолёта и военнослужащие десантного батальона). Погибших не имелось, но все семь человек были травмированы.

## Современное состояние

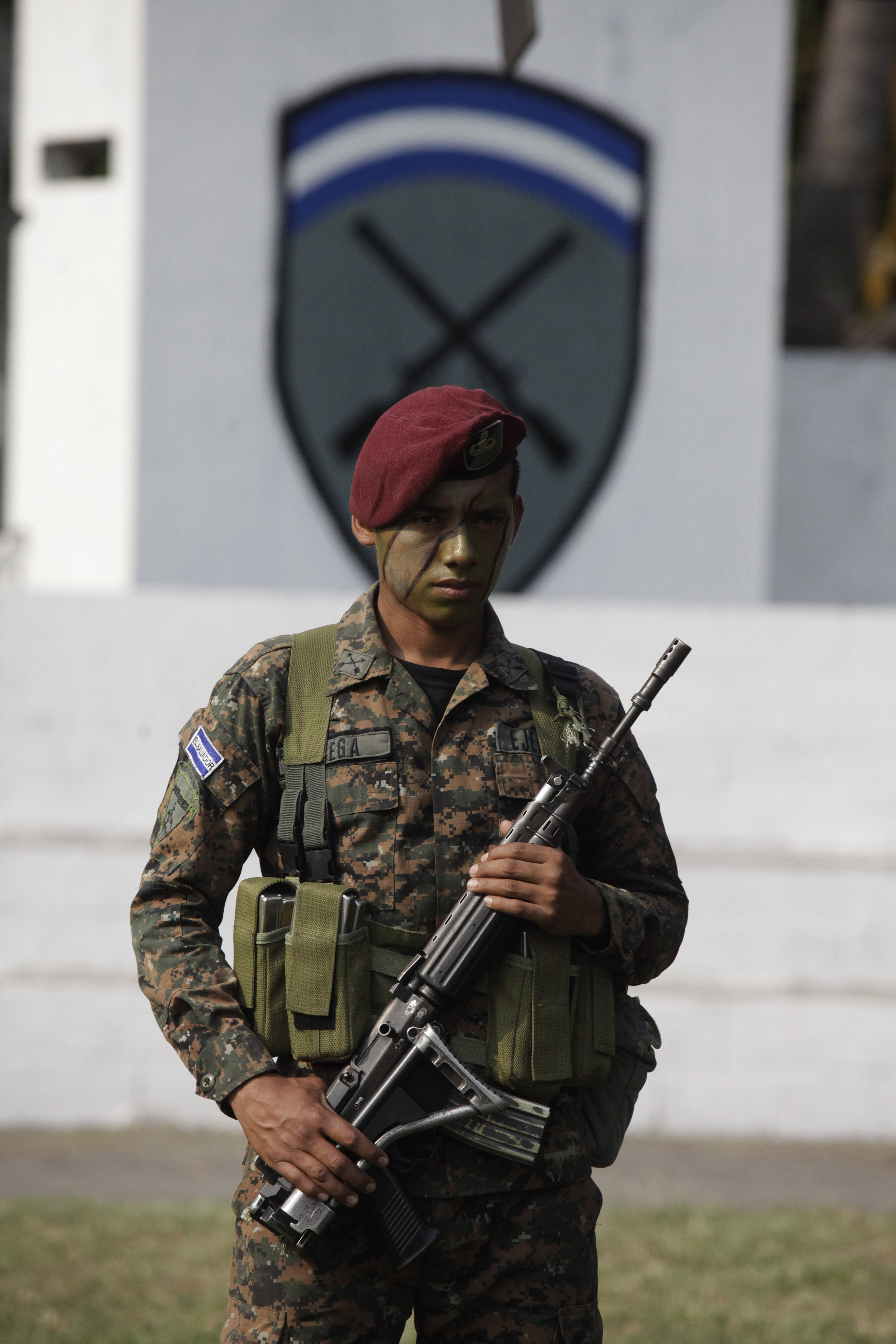
солдат десантного батальона с автоматом FN FNC в камуфляже MARPAT (20 апреля 2016 года)

Личный состав воздушно-десантного батальона комплектуется призывниками, уже отслужившими один год в вооружённых силах страны.
На рубеже 1970х-1980х гг. военнослужащие батальона были обмундированы в однотонную оливково-зелёную униформу OG-107.
В 1985 году они получили пятнистый армейский камуфляж "Woodland" и чёрные армейские ботинки, повседневным головным убором является панама (при парадной форме одежды - бордовый берет). На униформе каждый военнослужащий имеет нарукавную нашивку чёрного цвета с жёлтой надписью "PARACAIDISTA". Совершившие прыжок с парашютом получают изготовленный из бронзы нагрудный знак парашютиста (который носят над левым нагрудным карманом).

## Дополнительная информация

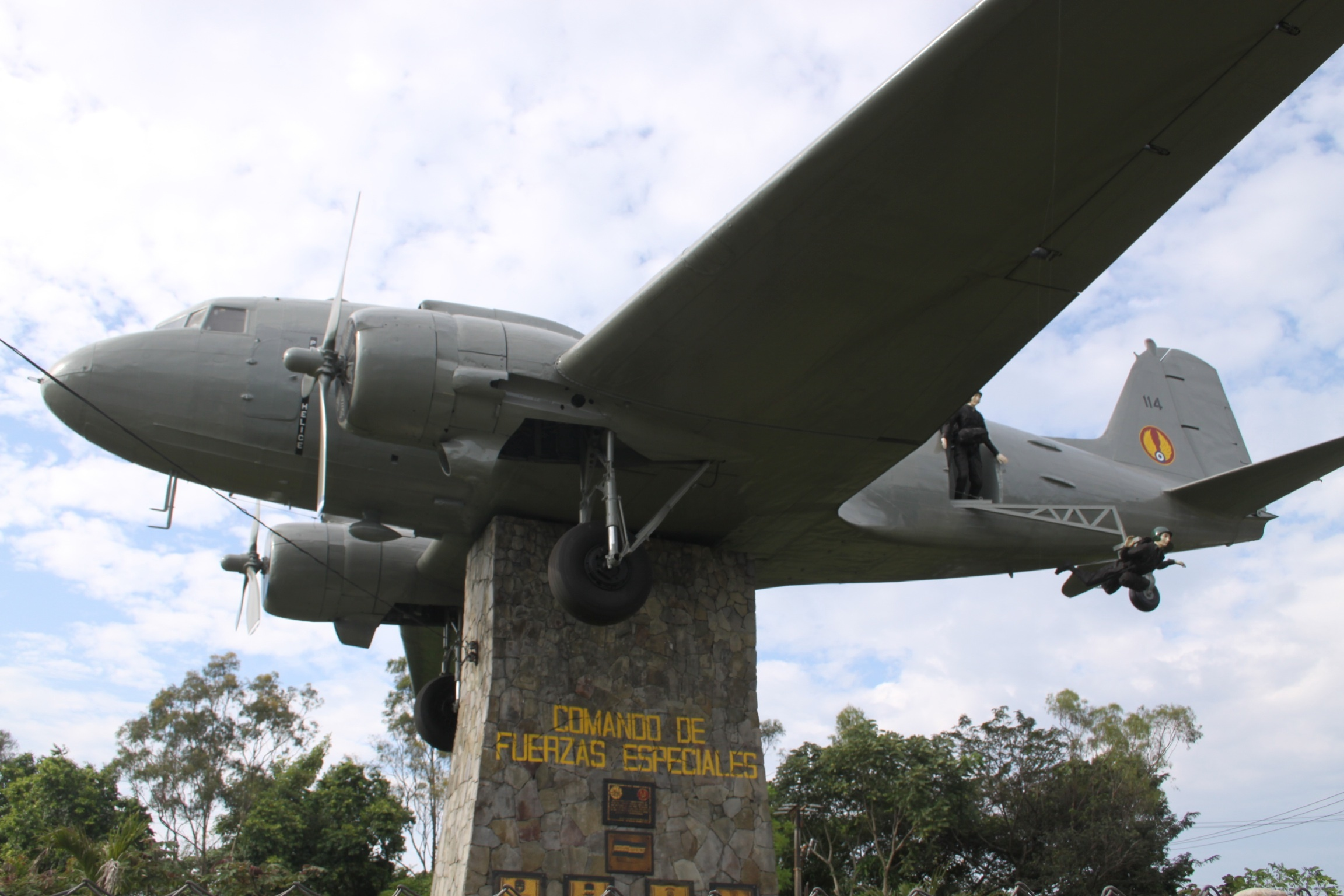
памятник парашютистам (2 июля 2012 года)

- на территории авиабазы Илопанго установлен памятник парашютистам, который представляет собой транспортный самолёт С-47 военно-воздушных сил Сальвадора (бортовой номер 114), снятый с вооружения по техническому состоянию и установленный на постамент. На постаменте укреплены мемориальные таблички с именами погибших военнослужащих воздушно-десантного батальона.